# Prastanovnici Sjeverne Amerike
Prastanovnici Sjeverne Amerike doselili su na kontinent prije više od 30.000 godina prešavši kopneni most iz ledenog doba koji je spajao Sibir i Aljasku. Živjeli su mirnim životom sve do dolaska Europljana. Ti novi doseljenici postupno su iseljavali sjeveroameričke starosjedioce s njihove rodne zemlje i zatvorili ih u rezervate gdje neki i danas žive održavajući svoje tradicije.
Klima i lokalna prirodna bogatstva oblikovali su način života sjeveroameričkih Indijanaca. Kad su u 17. stoljeću stigli Europljani, mnoga su plemena živjela na sjeveroistoku, duž atlantske obale i plodnih obala Velikih jezera. Na sušnom jugozapadu farmeri su živjeli u selima, ili pueblosima. Plemena Velikih ravnica bila su nomadska sve do dolaska Španjolaca.
Nastambe sjeveroameričkih starosjedilaca bile su konstruirane da pružaju zaklon u različitim podnebljima, od zamrznutog Arktika do vrućeg i sušnog jugozapada. Nastambe su podizale žene i gradile ih od lokalnih materijala kao što su led, snijeg, drvo, trava i životinjske kože. Neke nastambe bile su namijenjene samo jednoj obitelji, druge su podizane za velike skupine.
Irokezi su gradili impresivne duge kuće od drvene građe i kore drveta koje su bile dugačke i do 60 metara. U njima se moglo smjestiti do 20 obitelji koje su živjele u odjeljenim prostorijama uz bočni dio. Zajednička ognjišta bila su smještena u središnjem dijelu. Krov se radio od kore brijesta a kukuruz se sušio na način da su ga vješali o klinove na krovnim gredama.
Od listopada do svibnja Inuiti srednjeg Artika živjeli su u igluima. Mogli su se podići za nekoliko sati i bili su napravljeni od blokova zbijenog snijega rezanih noževima od jelenjih rogova ili kostiju, te podizani u obliku kupolaste spirale. Vatra se održavala na podu u unutrašnjosti i služila za kuhanje i za održavanje topline.
Nomadski Siouxi, i druga lovačka plemena Velikog ravnjaka, podizali su privremene zaklone zvane tepee. Okvir od dugih štapova prekrivao se međusobno prošivenom bivoljom kožom. Koža je obično bila ukrašena oslikanim motivima.

## Obiteljski život
Većina američkih plemena živjela su u malenim selima ograđenima zaštitnom drvenom ogradom. U dobro održavanim vrtovima uzgajali su kukuruz, tikve, bundeve i duhan. U većini plemena žene su radile napornije od muškaraca. Izrađivale su odjeću te podizale djecu i dom. Pripremale su hranu, uzgajale biljne kulture ili - ako su pripadale lovačkim plemenima - rezale i skladištile meso.
Indijanci su poštivali životinje koje su lovili i postojali su brojni rituali povezanim s lovom. Osim mesa, životinje su im osiguravale krzno, dlaku, rogove i kosti, a to je služilo za odijevanje, ukrašavanje, potrepštine i oružje.

## Suvremeni Indijanci
Kad su Europljani u 19. stoljeću krenuli na zapad, plemena su stjerana u rezervate. Od 1860. do 1890. otpor preseljavanju doveo je do indijanskih ratova, no novi su doseljenici nadvladali starosjedilačke narode. U novije vrijeme pokušava se obnoviti indijanska kultura, jezik i povijest što ih je vlast dugo potiskivala. Od 1950. do 1970. američke vlasti su pokušale preseliti Indijance u gradove, no mnogi su se vrlo teško prilagođavali. Godina 1980-ih Indijanci su otvorili kockarnice i tako stvorili nova radna mjesta. Američke vlasti su također pokušavale silom provesti zakon po kojem se Indijance ograničava na život u rezervatima. Godina 1970-ih zakonske skupine pomagale su Indijancima da povrate svoju izgubljenu zemlju i danas oko 1,5 milijuna Indijanaca živi u rezervatima kojima sami vladaju.